# Friedrichshafen Stadt
Friedrichshafen Stadt – główna stacja kolejowa w Friedrichshafen, w kraju związkowym Badenia-Wirtembergia, w Niemczech. Znajdują się tu 3 perony.

## Połączenia
Stacje docelowe:
- Aulendorf
- Friedrichshafen Hafen
- Innsbruck Hauptbahnhof
- Lindau Hauptbahnhof
- Markdorf (Baden)
- Munderkingen
- Münster Hauptbahnhof
- Ravensburg
- Singen (Hohentwiel)
- Stuttgart Hauptbahnhof
- Uhldingen-Mühlhofen
- Ulm Hauptbahnhof